# バーチャルキッス
バーチャルキッスプロダクション (Virtual Kiss Production) は、かつて存在した日本のゲームソフト制作プロダクションである。コナミのゲーム開発子会社としてかつて存在していた、コナミコンピュータエンタテインメント東京（以下「KCE東京」）の社内に設置されていた。
コナミバーチャルキッスと表記される場合もあった。

## 概要
日本における恋愛シミュレーションゲームの興隆をもたらした『ときめきメモリアル』。そのプレイステーション版を開発した、KCE東京の開発第4部が社内制作プロダクションとして事実上独立し、1996年2月より「バーチャルキッス」の名称を名乗るようになった。
この頃、KCE東京を始めとするコナミグループのゲーム開発子会社の中で、ヒット作品を生み出した開発チームに対し、社内プロダクションとしてより強力かつ自由な権限を与える政策が採られていた。バーチャルキッスもその流れの中でプロダクションに格上げされたものである。
バーチャルキッス名義で最初に発売されたのは、『ときめきメモリアル』のセガサターン移植版『ときめきメモリアル 〜forever with you〜』（1996年7月19日発売）であった。
その後、アーケードゲームで大ヒットを飛ばしていた『ときめきメモリアル対戦ぱずるだま』のプレイステーションおよびセガサターンへの移植版、当時バーチャルアイドル政策の真っ只中にいた『ときめきメモリアル』のヒロイン・藤崎詩織のファン向けビジュアルソフトである『ときめきメモリアルSelection 藤崎詩織』、またWindows用のデスクトップアクセサリー集である『きらめき宝石箱』『うきうき弁当箱』『らくがき絵具箱』『どきどきびっくり箱』を相次いで発表。折からの『ときめきメモリアル』ブームに乗って着実に業績を積み重ねていった。
1997年4月、バーチャルキッスは『ときめきメモリアル』シリーズの正統な続編『ときめきメモリアル2』の開発着手を発表する。そこで当時KCE東京を離れ他社に移籍していた『ときめきメモリアル』PCエンジン版の開発の中心人物・立石流牙を呼び戻し、開発に当たった。
- コナミニュースリリース：コナミ、「ときめきメモリアル2（仮称）」の開発決定

さらに『ときめきメモリアル』に並ぶ第二の柱として、新しい恋愛シミュレーションゲームのブランド『あいたくて…』を発表。二本柱を得て順風満帆かと思われた。
しかし、ダイヤモンドヘッド（KCE大阪内、現・KDE-Jパワプロプロダクション）や小島組（KCEジャパン内、現・KDE-J小島プロダクション）など、他のコナミグループ社内プロダクションが順調な業績を上げ続ける中、いつしかバーチャルキッスだけがその名前をフェードアウトしていった。『ときめきメモリアル2』の開発に当たっていたはずの立石流牙も再度KCE東京を退社し、独立。1998年7月16日に発売された『ときめきの放課後 ねっ☆クイズしよ』からは、既にバーチャルキッスのロゴマークは消え失せ、単にKCE東京の作品としての扱いしかされていなかった。後に発売された『ときめきメモリアル2』や『あいたくて…』でも、そのロゴマークは表示されなかった。
その後、シリーズ最新作である『ときめきメモリアル4』『ときめきメモリアル Girl's Side 3rd Story』に至るまで、特定の社内プロダクション名は与えられていない（『GS3』発売後にラブプラスプロダクションが設立され、『Girl's Sideシリーズ』はそちらに移管された）。
その後、モバイルゲーム、ときめきアイドルにおいて、三田希少、朝霧春子のユニット名として、「Virtual Kiss」の名称が用いられている。

## 所属していた主なクリエイター・人物
三品善徳
KCE東京開発第4部部長（当時）。バーチャルキッス代表。解散後はKCE横浜の取締役などを歴任。
立石流牙
KCE東京退社から復帰までの間に『ブルーブレイカー』を手がける。再退社後はフリーのゲームデザイナーとして活躍中。
斎藤幹雄（メタルユーキ）
KCE東京→コナミ本社を経て、KDE-Jで『ときめきメモリアルONLINE』のプロデューサーを務める。『ときめきメモリアル』では音楽を担当した。
小倉雅史（こくら雅史）
『ときめきメモリアル3 〜約束のあの場所で〜』に参加した後KCE東京を退社、フリーのイラストレーター・漫画家として活躍中。『ときめきメモリアル』ではキャラクターデザインを担当した。
五十嵐孝司 (IGA)
KCE東京→コナミ本社を経て、KDE-Jで『悪魔城ドラキュラ』シリーズのプロデューサーを務める。『ときめきメモリアル』ではシナリオを担当した。